# Atlantic Coast Hockey League

Logo der Atlantic Coast Hockey League

Die Atlantic Coast Hockey League (ACHL) war eine unterklassige Eishockey-Minor-League im Süden der USA und wurde 1981 gegründet. Im Jahr 1988 fusionierte sie mit der All-American Hockey League, woraus die East Coast Hockey League entstand. Zur Saison 2002/03 wurde eine neue Liga unter dem gleichen Namen gegründet, die aber nur ein Jahr existierte.

## Teams der Atlantic Coast Hockey League
| - Baltimore Skipjacks (1981–1982) - Birmingham Bulls (1983–1984) - Cape Cod Buccaneers (1981–1982) - Carolina Thunderbirds (1982–1987) - Erie Golden Blades (1982–1987) - Fitchburg Trappers (1981–1982) - Hampton Roads Gulls (1982–1983) - Mohawk Valley Comets (1985–1987) - Mohawk Valley Stars (1981–1985, wurden Mohawk Valley Comets) | - Nashville South Stars (1982–1983, wurden Virginia Lancers) - New York Slapshots (1985–1986, wurden Troy Slapshots) - Pinebridge Bucks (1983–1985) - Salem Raiders (1981–1982, wurden Virginia Raiders) - Schenectady Chiefs (1981–1982) - Troy Slapshots (1986–1987) - Virginia Lancers (1983–1987) - Virginia Raiders (1982–1983) - Winston-Salem Thunderbirds (1981–1982, wurden Carolina Thunderbirds) |

## Auszeichnungen

### Sieger der Regulären Saison
- 1981–1982: Salem Raiders
- 1982–1983: Carolina Thunderbirds
- 1983–1984: Carolina Thunderbirds
- 1984–1985: Carolina Thunderbirds
- 1985–1986: Carolina Thunderbirds
- 1986–1987: Virginia Lancers

### Bob-Payne-Trophy-Sieger
- 1981–1982: Mohawk Valley Stars
- 1982–1983: Carolina Thunderbirds
- 1983–1984: Erie Golden Blades
- 1984–1985: Carolina Thunderbirds
- 1985–1986: Carolina Thunderbirds
- 1986–1987: Virginia Lancers